# Сомурджали
Сомурджали или Сомурджилар (на турски: Domurcalı) е село в Източна Тракия, Турция, част от Околия Селиолу на Вилает Одрин.

## География
Селото се намира североизточно от Одрин.

## История
В XIX век Сомурджали е българско село в Одринска кааза на Одринския вилает на Османската империя. Според „Етнография на вилаетите Адрианопол, Монастир и Салоника“, издадена в Константинопол в 1878 година и отразяваща статистиката на населението от 1873 година, Сомурджали (Somourdjali) има 22 домакинства и 94 българи.
Според статистиката на професор Любомир Милетич в 1912 година в селото живеят 15 български екзархийски семейства или 51 души.
При избухването на Балканската война в 1912 година 1 човек от Сомурджали е доброволец в Македоно-одринското опълчение.
Българското население на Сомурджали се изселва след Междусъюзническата война в 1913 година.

## Личности
Родени в Сомурджали
- Христо Георгиев, македоно-одрински опълченец, 4 рота на 9 велешка дружина, носител на орден „За храброст“ IV степен[4]